# Giorgio Scarlatti
 Giorgio Scarlatti  va ser un pilot de curses automobilístiques italià que va arribar a disputar curses de Fórmula 1.
Giorgio Scarlatti va néixer el 2 d'octubre del 1921 a Roma, Itàlia i va morir el 26 de juliol del 1990 també a Roma.

## A la F1
Va debutar a la segona cursa de la temporada 1956 (la setena temporada de la història) del campionat del món de la Fórmula 1, disputant el 13 de maig del 1956 el GP de Mònaco al Circuit de Montecarlo.
Giorgio Scarlatti va participar en quinze curses puntuables pel campionat de la F1, disputades en sis temporades diferents, les corresponents als anys entre 1956 i 1961, assolí un cinquè lloc com a millor classificació.

## Resultats a la Fórmula 1
| Any  | Equip                     | Xassís    | Motor    | 1       | 2       | 3       | 4       | 5   | 6      | 7       | 8      | 9       | 10  | 11  | Posició | Punts |
| ---- | ------------------------- | --------- | -------- | ------- | ------- | ------- | ------- | --- | ------ | ------- | ------ | ------- | --- | --- | ------- | ----- |
| 1956 | Giorgio Scarlatti         | Ferrari   | Ferrari  | ARG     | MON NVQ | 500     | BEL     | FRA | GBR    |         |        |         |     |     | -       | 0     |
| 1956 | Scuderia Centro Sud       | Ferrari   | Ferrari  |         |         |         |         |     |        | ALE Ret | ITA    |         |     |     | -       | 0     |
| 1957 | Officine Alfieri Maserati | Maserati  | Maserati | ARG     | MON Ret | 500     | FRA     | GBR | ALE 10 | PES 6   | ITA 5* |         |     |     | 20è     | 1     |
| 1958 | Giorgio Scarlatti         | Maserati  | Maserati | ARG     | MON Ret | HOL Ret | 500     | BEL | FRA    | GBR     | ALE    | POR     | ITA | MAR | -       | 0     |
| 1959 | Scuderia Ugolini          | Maserati  | Maserati | MON NVQ | 500     | HOL     | FRA 8   | GBR | ALE    | POR     |        |         |     |     | -       | 0     |
| 1959 | Cooper Car Company        | Cooper    | Climax   |         |         |         |         |     |        |         | ITA 12 | USA     |     |     | -       | 0     |
| 1960 | Giorgio Scarlatti         | Maserati  | Maserati | ARG Ret |         |         |         |     |        |         |        |         |     |     | -       | 0     |
| 1960 | Scuderia Castellotti      | Cooper    | Ferrari  |         | MON NVQ | 500     | HOL     | BEL | FRA    | GBR     | POR    |         |     |     | -       | 0     |
| 1960 | Scuderia Centro Sud       | Cooper    | Maserati |         |         |         |         |     |        |         |        | ITA Ret | USA |     | -       | 0     |
| 1961 | Scuderia Serenissima      | De Tomaso | O.S.C.A. | MON     | HOL     | BEL     | FRA Ret | GBR | ALE    | ITA     | USA    |         |     |     | -       | 0     |

(*) Cotxe compartit.

### Resum
| Curses: | Victòries: | Pòdiums: | Poles: | Voltes ràpides: | Punts: |
| ------- | ---------- | -------- | ------ | --------------- | ------ |
| 15      | 0          | 0        | 0      | 0               | 1      |